# سرو ده سیلا
سرو ده سیلا (به اسپانیایی: Cerro de la Silla) یک کوه در مکزیک است که در نوئوو لئون واقع شده‌است.سرو ده سیلا ۱٬۸۲۰ متر بالاتر از سطح دریا واقع شده‌است.